# Phalaenopsis gibbosa
Phalaenopsis gibbosa är en orkidéart som beskrevs av Herman Royden Sweet. Phalaenopsis gibbosa ingår i släktet Phalaenopsis och familjen orkidéer. Inga underarter finns listade i Catalogue of Life.

## Bildgalleri

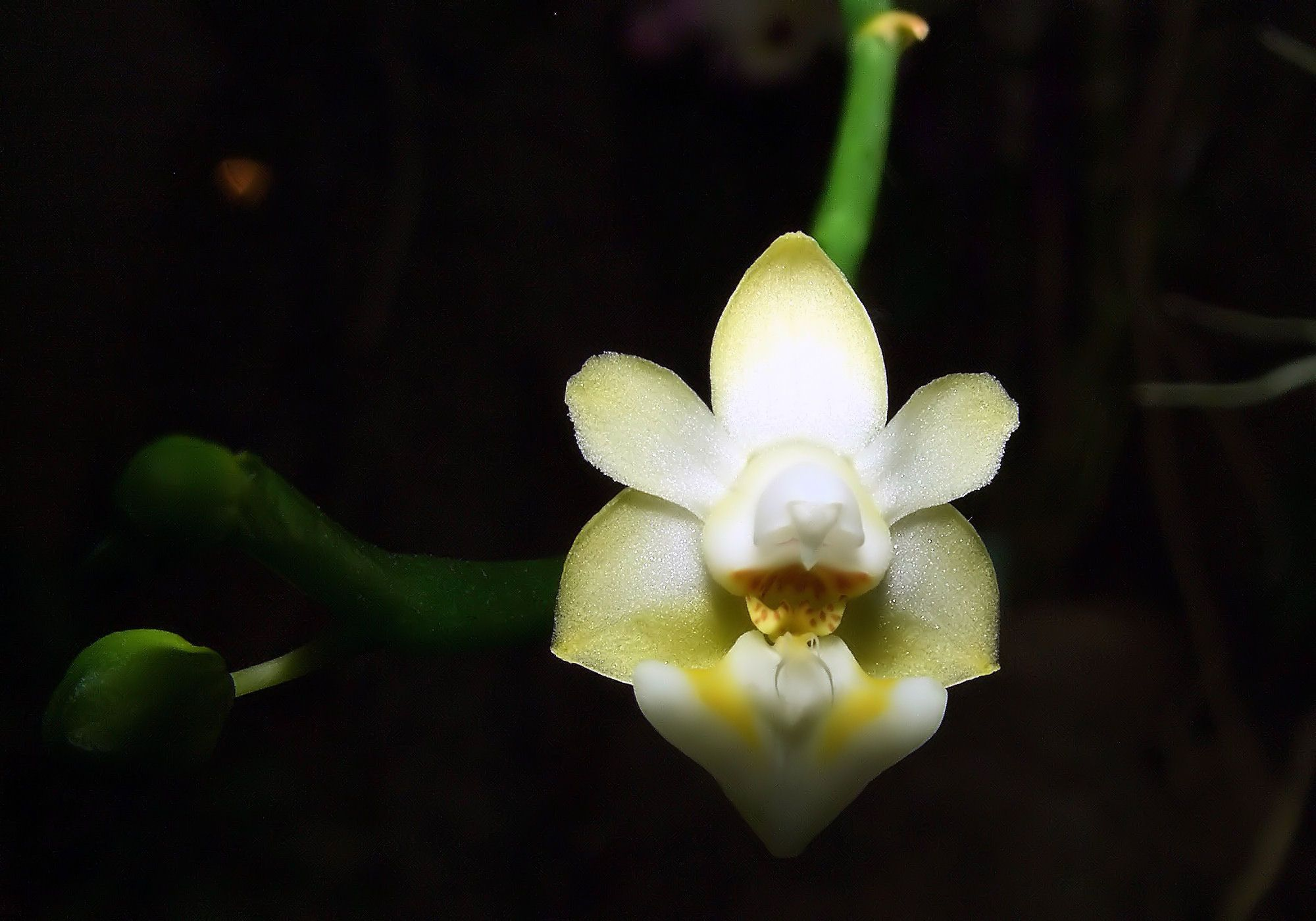
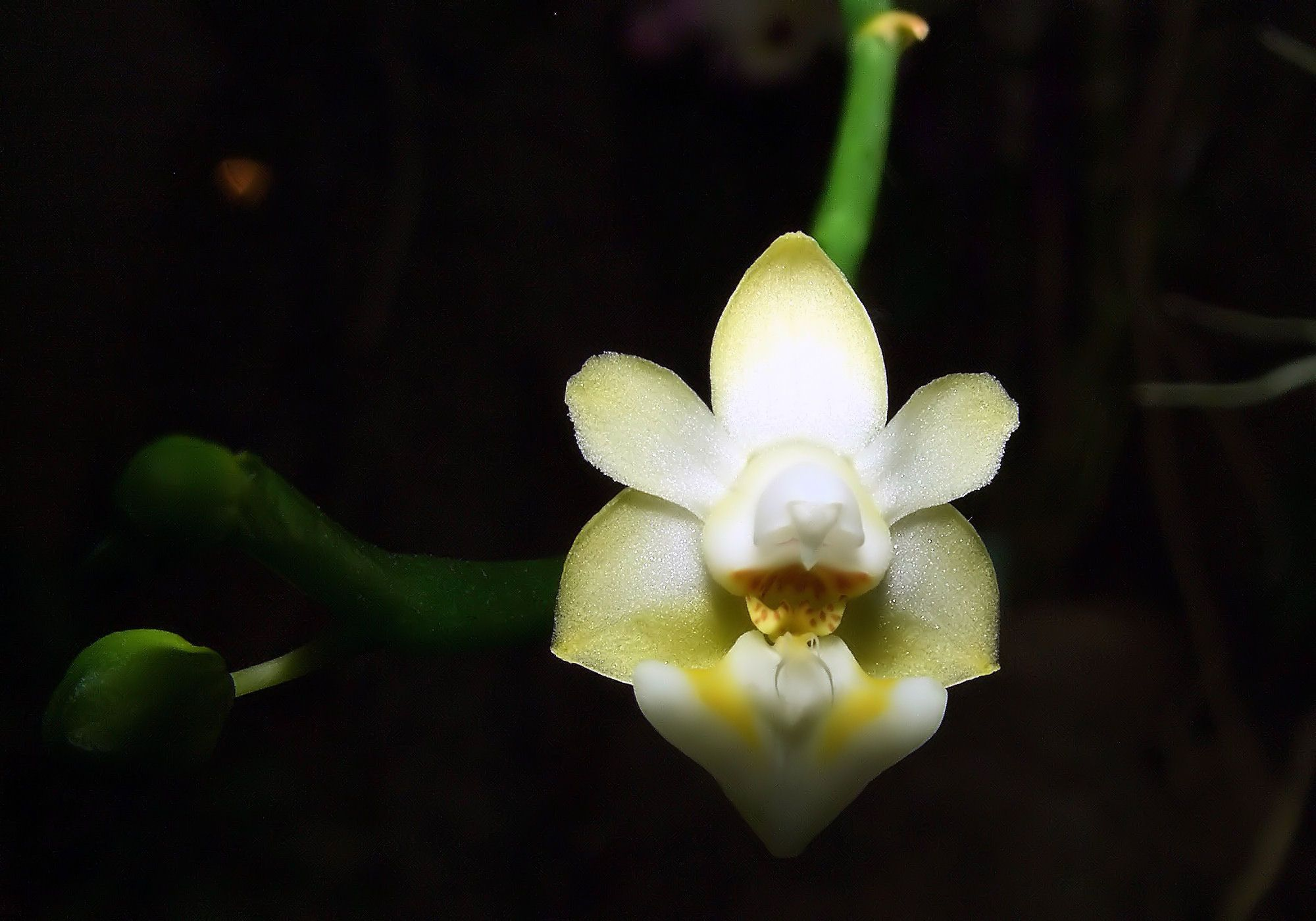